# Cybosia
Cybosia là một chi bướm đêm trong họ Erebidae.

## Các loài
- Cybosia mesomella (Linnaeus, 1758)